# オスマンガジ (揚陸艦)
オスマンガジ（英語: Osmangazi）は、トルコ海軍の戦車揚陸艦。艦番号はNL125。トルコのイスタンブールにあるタシュクザク工廠によって建造された。オスマン・ガジ（英語: Osman Gazi）と表記されることもある。
2023年時点で運用中である。

## 設計
トルコ海軍は国産の戦車揚陸艦（LST）の建造を行っており、本艦はサルカベイ級LSTに続いて建造された国産LSTである。1990年7月に進水したが、完成に時間がかかり就役は1994年7月となった。当初は2番艦も予定されていたが、1991年に建造がキャンセルされている。
設計にあたっては、揚陸能力をサルカベイ級の約5割増しとすることを主眼とした。船首にバウ・ドアがあり、その後方には上甲板から一段上にステージを設けて機関砲を配している。船体中央部から艦尾にかけて大型の上部構造物があり、後部の01甲板は大型ヘリコプター用の発着甲板となっている。全艦にわたり、NBC防護能力を有している。
満載排水量は3,733t、全長は105ｍ、最大幅は16.1m、喫水は4.8mである。主機はMTU 16V 538TB92ディーゼルエンジン2基を搭載し、2軸で推進する。合計出力は8,800hpである。最大速力は17ノット、航続距離は15ノット時で4,000海里となっている。
揚陸艦としては、揚陸部隊900名（980名とする資料もある）、戦車15両、LCVP4隻を搭載できる。また、副次的に機雷敷設艦としても運用できる。

## 装備
就役当初は、砲熕兵器として艦首のステージ部にボフォース 70口径40mm機関砲を2基、上部構造物のマック後方にエリコン 90口径35mm連装機関砲を1基搭載し、ほかにエリコン 20mm連装機関砲2基と12.7mm重機関銃4基があった。また、レーダーにはレイカル・デッカ製のIバンド航海レーダーを搭載していた。
2010年代に近代化改修を受けており、兵装をエリコン 90口径35mm連装機関砲2基、ファランクス 20mmCIWS1基、エリコン 20mm機関砲2基に変更した。また、レーダーはSPS-55 Iバンド対水上捜索レーダーと、スペリー RASCAR2500C Iバンド航海レーダーに変更したほか、電子戦装備としてSLQ-32(V)2 ECM装置を搭載している。

## 運用史
2023年2月、トルコ・シリア地震を受けて、被災地への建設機材の輸送に使用された。
2023年9月、リビアで発生した洪水を受けて、救援物資の輸送に使用された。